# Singkarak
Singkarak je jezero v Indonésii, na ostrově Sumatra, asi 50 km severně od Padangu. Leží v Barisanském pohoří v provincii Západní Sumatra v nadmořské výšce 362 m, nejbližším městem je Solok. Vyplňuje bývalý sopečný kráter, má rozlohu 107,8 km² a dosahuje maximální hloubky 268 metrů. Po jezeře Toba je druhou největší vodní plochou na ostrově Sumatra.
Ve vodách jezera žije endemická kaprovitá ryba bilih (Mystacoleucus padangensis). Pro unikátní přírodní scenérie je jezero oblíbeným cílem turistů. Na řece Ombilin, vytékající z jezera, byla postavena hydroelektrárna. Po dokončení vodního díla většina vody z jezera odtéká do řeky Anai.